# Skanstullsbron

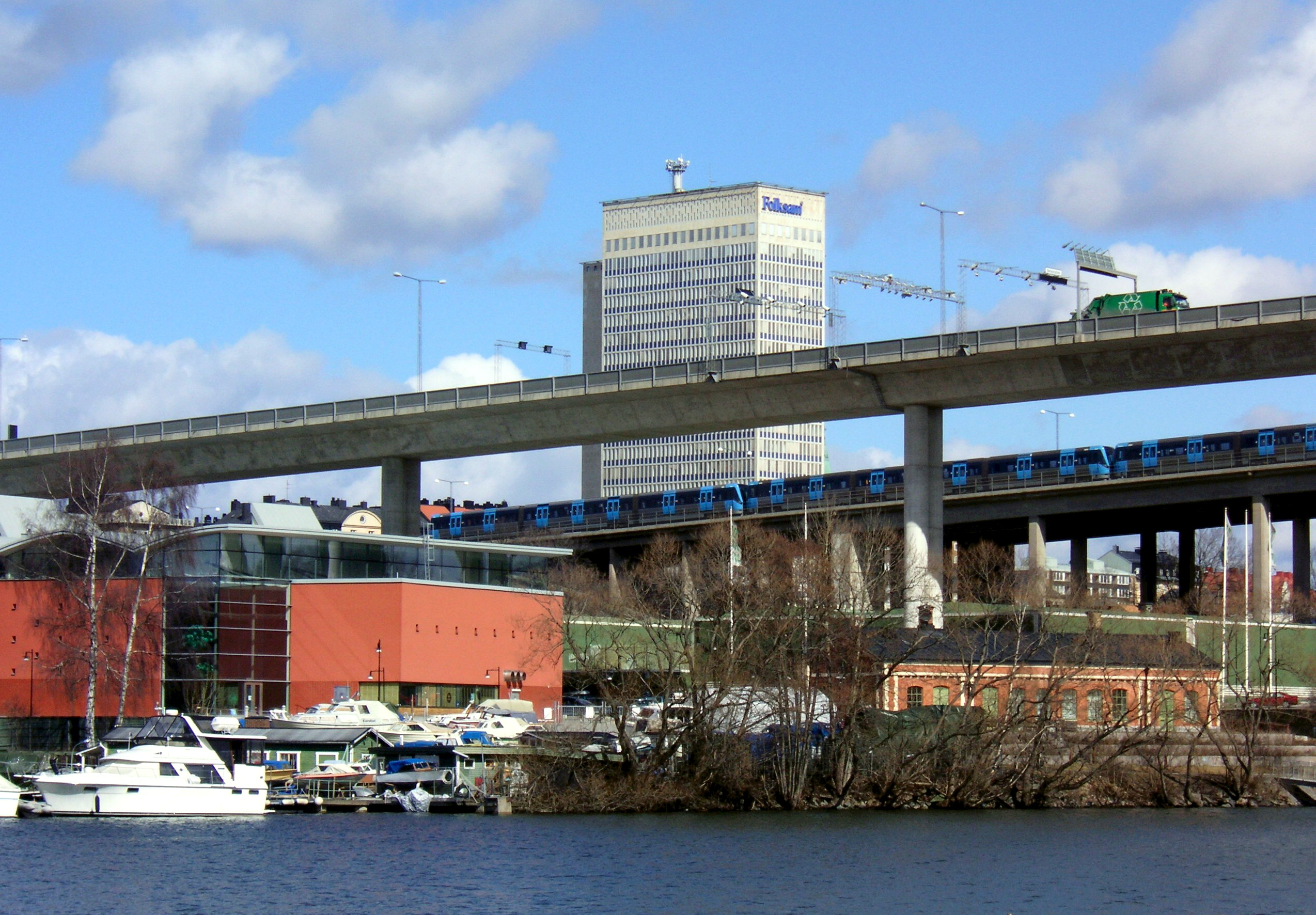
Im Vordergrund die Johanneshovsbron, dahinter die Skanstullsbron

Skanstullsbron ist eine Straßen- und Eisenbahnbrücke in der schwedischen Hauptstadt Stockholm. Sie befindet sich südlich des Stadtteils Södermalm und überspannt den Hammarbykanal.
Die Brücke hat eine Länge von 574 Meter und eine Brückendurchfahrtshöhe von 32 Metern. Sie ist damit zusammen mit der benachbarten parallel laufenden Johanneshovsbron die höchste Brücke in Stockholm. Sie überspannt mit der Skansbron und der Fredriksdalsbron zwei weitere Brücken. 
Die Brücke verbindet Södermalm und die Einkaufsstraße Götgatan mit dem Stadtteil Johanneshov. Der Bau der Stahlbetonbrücke  begann 1944 und wurden 1947 beendet.
Die Brücke hat jeweils pro Richtung zwei Fahrstreifen sowie auf jeder Seite einen Fußgängerüberweg und am westlichen Rand zwei Gleise der Stockholmer U-Bahn.